# Habenaria mossii
Habenaria mossii är en orkidéart som först beskrevs av Graham Williamson, och fick sitt nu gällande namn av John Charles Manning. Habenaria mossii ingår i släktet Habenaria och familjen orkidéer. IUCN kategoriserar arten globalt som starkt hotad. Inga underarter finns listade i Catalogue of Life.